# アダム・ラクスマン

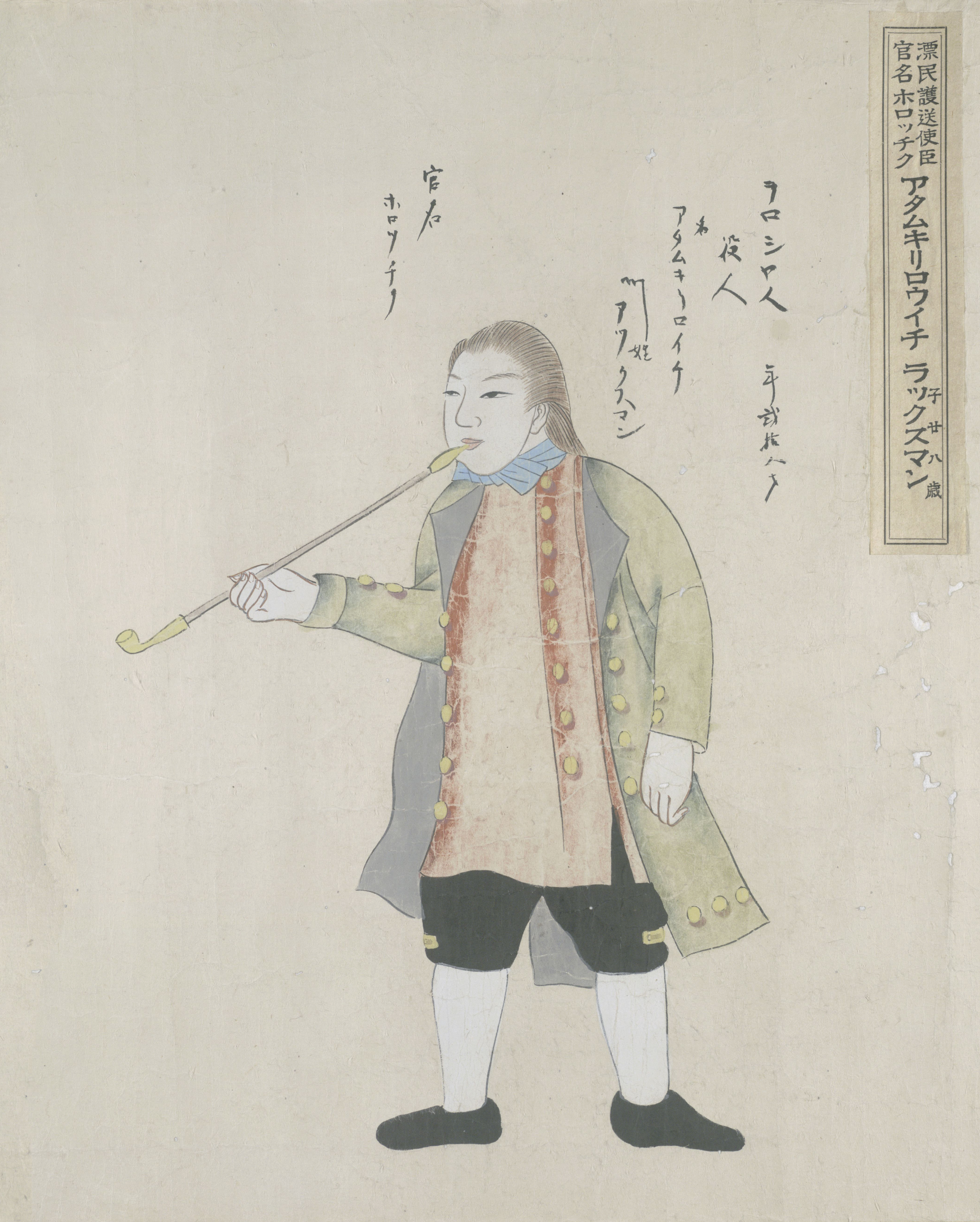
アダム・ラクスマン

アダム・キリロヴィチ・ラクスマン（露: Адам Кириллович Лаксман, 典: Adam Laxman、1766年 - 1806年以降）は、ロシア帝国（ロマノフ朝）の軍人で陸軍中尉、北部沿海州ギジガ守備隊長。ロシア最初の遣日使節。父はフィンランド生まれの博物学者キリル・ラクスマンで、漂流民の大黒屋光太夫の保護と帰国に尽力した人物。アダム・ラックスマンとも表記される。

## 実績
1789年、アダム・ラクスマンはペテルブルク大学から派遣されてシベリアのイルクーツクに滞在中、伊勢国出身の大黒屋光太夫ら漂流者6名と出会う。父の支援を受け、光太夫を連れてペテルブルクの女帝エカチェリーナ2世と謁見し、光太夫送還の許しを得たラクスマンは、女帝の命により光太夫、小市、磯吉の3名の送還とイルクーツク総督イワン・ピールの通商要望の信書を手渡すためのロシア最初の遣日使節となる。1792年9月24日にエカテリーナ号でオホーツクを出発、10月20日、根室に到着した。
藩士が根室に駐在していた松前藩は直ちに幕府に報告。幕府は、ラクスマンが江戸に出向いて漂流民を引き渡し、通商交渉をおこなう意思が強いことを知らされた。しかし、老中松平定信らは、漂流民を受け取るとともに、総督ピールの信書は受理せず、もしどうしても通商を望むならば長崎に廻航させることを指示。そのための宣諭使として目付の石川忠房、村上大学を派遣した。
併せて幕府は使節を丁寧に処遇せよとの命令を出しており、冬が近づいたため、松前藩士は冬営のための建物建設に協力し、ともに越冬した。
忠房は翌1793年3月に松前に到着。幕府はラクスマン一行を陸路で松前に行かせ、そこで交渉する方針であったが、陸路をロシア側が拒否したので、日本側の船が同行して砂原まで船で行くこととした。しかしエカテリーナ号は濃霧で同行の貞祥丸とはぐれ、単独で6月8日、函館に入港した。
ラクスマン一行は函館から陸路、松前に向かい、6月20日、松前到着。忠房は長崎以外では国書を受理できないため退去するよう伝えるとともに、光太夫と磯吉の2人を引き取った。ラクスマンらが別れを告げに行った際、宣諭使両名の署名がある「おろしや国の船壱艘長崎に至るためのしるしの事」と題する長崎への入港許可証（信牌）を交付される。6月30日に松前を去り、7月16日に箱館を出港。長崎へは向かわずオホーツクに帰港した（1804年に長崎に来航したニコライ・レザノフは、ラクスマンに交付された入港許可証により入港した）。
帰国後は1794年、女帝に日本に関する様々な書物や名品を献上したことを賞賛されて、大尉に昇進した。1796年のエカチェリーナ2世の死去により失脚したのか、以降の消息は不明であるが、1806年に『ラクスマン日本渡航日記』を完成させていることから、少なくともそれまでは生存していたものと思われる。